# Beurhaus (Adelsgeschlecht)

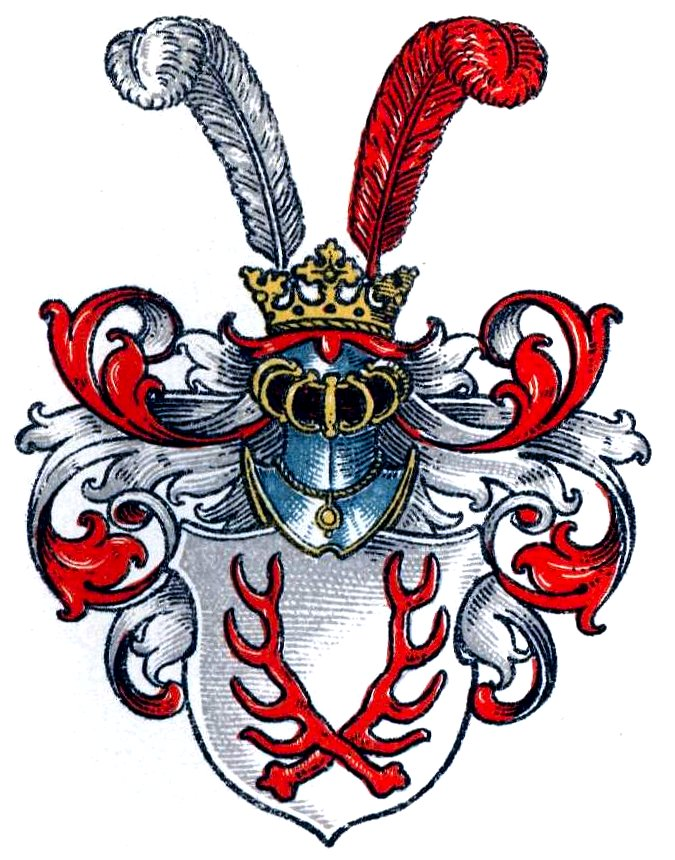
Wappen derer von Beurhaus

Die Herren von Beurhaus (auch Beuerhaus, Beurhauss o. ä.) waren ein westfälisches Adelsgeschlecht.

## Geschichte
Die Familie lebte vom 16. bis in das 19. Jahrhundert in Dortmund. Sie stammt von Gut Imecke in der Beurhauser Bauernschaft bei Meinerzhagen. Der Stammvater der Dortmunder Linie, Friedrich Beurhaus (* 1536 auf Gut Imecke), besuchte das Dortmunder Gymnasium und kehrte nach dem Studium in Köln und ersten Lehrtätigkeiten in Soest und Unna 1567 nach Dortmund zurück. Zwei von Friedrichs Nachkommen, die Gebrüder Carl Johann Heinrich Zacharias (1690–1757) und Friedrich (von) Beurhaus (1692–1769), wurden am 20. Januar 1750 geadelt. Die Adelserhebung wurde am 4. August 1756 in Hannover amtlich bekanntgegeben.
Heinrich Zacharias von Beurhaus, Advokat und Dortmunder Bürgermeister, war in erster Ehe mit Anna Elisabeth Sölling († 1748) verheiratet und hatte mit ihr eine Tochter, Friederika Helena Charlotte von Beuerhaus (1736–1814). In zweiter Ehe war er mit Sophia Charlotte Ernst (1711–1758) verheiratet.
Friedrich von Beurhaus, kurbraunschweigisch-lüneburgischer Oberappellationsrat und Herr auf Riddagshausen, war mit Regina Sibylla Dreyssig (1698–1737) verheiratet und hatte sieben Kinder: Gustav Adolf (* 1728), Louise Wilhelmine (* 1730), Henriette Elisabeth (1732–1768), Caroline (* 1733), Friedrich (* 1735), Hedwig Regina (1736–1770) und Wilhelmine Friederike Philippine (1742–1816).
Das Geschlecht erlosch im 19. Jahrhundert. In der St. Petri-Kirche zu Dortmund findet sich ein Totenschild eines Familienmitglieds.

## Wappen
In Silber zwei rote, gekreuzte Hirschstangen. Auf dem gekrönten Helm eine weiße und eine rote Straußenfeder. Die Helmdecken sind rot-silber.
Weitere Wappendarstellung:

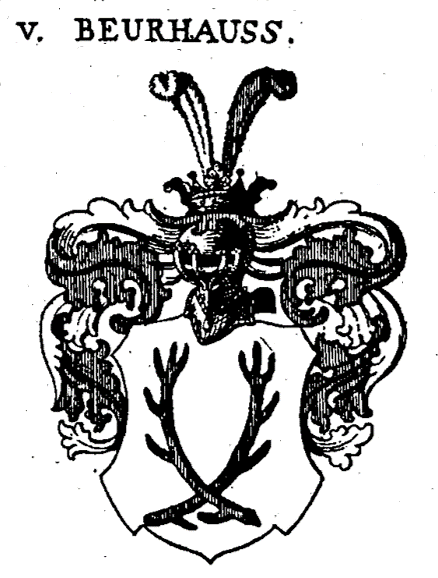
Wappen derer von Beurhauss bei Siebmacher

## Persönlichkeiten
- Friedrich Beurhaus (1536–1609), deutscher Humanist und Rektor der Gymnasien in Unna und Dortmund
- Johann Christoph Beurhaus (* 1722), Dortmunder Lokalhistoriker
- Heinrich Zacharias von Beurhaus (1690–1757), Erster bzw. Regierender Bürgermeister Dortmunds